# Агентский договор

диаграмма соотношений различных видов агентских договоров

Аге́нтский догово́р — это договор, по которому одна сторона — аге́нт (от лат. agens «действие» — «действующее лицо») — обязуется за вознаграждение совершать по поручению другой стороны — принципа́ла (лат. principalis «зачинатель» (сделки, операции)) —  юридические и иные действия от своего имени, но за счёт главной стороны либо от имени и за счёт главной стороны. 
Смежными договорами являются договор поручения и договор комиссии. Классификация зависит от того, какие действия (юридические или фактические) выполняет агент для принципала, а также от того, от чьего имени действует агент при выполнении таких действий (от своего или от имени принципала).

## Международное регулирование
Часто используется для закрепления отношений представительства в международном коммерческом обороте, где некоторые положения регулируются такими международными договорами как:
- Гаагская конвенция о праве применимом к агентским договорам (14 марта 1978 года), распространяющаяся на деятельность агента при получении и передаче предложений или осуществлении переговоров за счёт других лиц, то есть на фактические действия[2].
- Женевская конвенция о представительстве при международной купле-продаже товаров (17 февраля 1983 года), согласно п. 1 ст. 1 которой подлежит применению в случае если агент действует или намерен действовать за счёт принципала при заключении с третьим лицом договора купли-продажи. Также регулируется любое действие направленное на заключение или исполнение такого договора, но Конвенция не даёт однозначного ответа о допустимости осуществления агентом исключительно фактических действий[2].
- Принципы международных коммерческих договоров УНИДРУА (2010 год), регулирующие внушительную область вопросов заключения и исполнения договоров, в том числе о полномочиях представителя (ст. 2.2.1)[3].
- Акты негосударственной унификации Международной торговой палаты, определяющие объём полномочий агента:
  - Руководство по составлению коммерческих агентских контрактов (1983 год);
  - Типовой коммерческий агентский контракт (2002 год)[3].
- Для стран-членов ЕС — Директива ЕС № 86/653/ЕЕС «О координации законодательства государств-членов в отношении независимых коммерческих агентов» (18 декабря 1986 года)[3].

### Германия
Регулируется § 84—92 Германского торгового уложения 1897 года, которым в качестве торгового представителя определяется лицо
будучи самостоятельным в ведении своей деятельности, уполномочен на постоянной основе посредничать при совершении сделок для другого предпринимателя (предпринимателей) или совершать сделки от его имени.

### Франция
Устанавливается Французским торговым кодексом (2000 год), согласно ст. L.134‑1 которого
коммерческим агентом является поверенный, который в рамках независимой профессиональной деятельности, не будучи связан договором найма услуг, на постоянной основе исполняет обязанности по ведению переговоров и, в случае необходимости, заключает договоры купли-продажи, аренды или предоставления услуг от имени и в интересах производителей, промышленников, коммерсантов или других коммерческих агентов.

### Россия
В Российской Федерации агентский договор регулируется ст. 1005 ГК РФ. До появления данной статьи в Гражданском кодексе в аналогичных сделках заключался договор поручения или комиссии, что, однако приводило к необходимости прибегать к смешанному договору и, следовательно, вызывало трудности при его применении. Среди российских юристов нет единого мнения относительно эффективности агентского договора: одни авторы считают, что его введение в ГК было излишеством, вторые возражают им, полагая, что он удобен своей упрощенной структурой заключения, которая опускает нужду составлять несколько гражданско-правовых договоров.